# Лемазы (село)
Лемазы́ (баш. МФА: Ләмәҙо файле) — село в Дуванском районе Башкортостана, центр Лемазинского сельсовета.

## Географическое положение
Расстояние до:
- районного центра (Месягутово): 45 км,
- ближайшей ж/д станции (Сулея): 120 км.

## Население
| 2002 | 2010 |
| ---- | ---- |
| 483  | ↗531 |

## Известные уроженцы
- Чухарев, Александр Иванович — участник Великой Отечественной войны, командир эскадрильи, Герой Советского Союза.